# Gilles Aycelin de Montaigut
Gilles I. Aycelin († 23. Juni 1318), genannt de Montaigut, war Erzbischof von Narbonne und Rouen und einer der wichtigsten Berater des Königs Philipp IV.
Gilles Aycelin war der Sohn von Pierre Aycelin, einem Juristen aus der Umgebung des Grafen Alfons von Poitiers, vielleicht mit Pierre Flote verwandt, und selbst Doktor des Zivilrechts. Er befand sich bereits im Dienst Philipps, als dieser 1288 beim Papst die Bewilligung des Zehnten (Décime) verhandelte. 1290 wurde er zum Erzbischof von Narbonne ernannt, 1311 zum Erzbischof von Rouen.
Gilles Aycelin war Berater Philipps während dessen gesamter Regierungszeit. Er verhandelte den französisch-englischen Vertrag von Tournai (1298) und den Vertrag von Montreuil (1299). Neben dem Kanzler Pierre Flote war er einer der wichtigsten Akteure im Konflikt mit dem Papst. Im Prozess gegen Bernard Saisset versuchte er die Positionen des Papstes und des Königs in Einklang zu bringen, vertrat dann aber resolut die Sache des Königs (1301–1303).
Er leitete die französische Diplomatie in Flandern und anschließend bei Papst Clemens V. und war 1309 bis 1313 Siegelbewahrer und damit faktisch Kanzler von Frankreich. Im gleichen Jahr 1309 war er einer der Kommissare, die das konfiszierte Vermögen der Tempelritter verwalteten.
Als einziger Erzbischof unter den Juristen Philipps, dazu ebenso Diplomat, suchte Gilles Aycelin das Gleichgewicht für eine französische Kirche zu finden, die zwei Herren unterworfen war. Er vertrat ebenso kompromisslos die Rechte des Königs gegenüber dem Papst wie seine Rechte als Erzbischof gegenüber den Beamten des Königs. Seine geistige Unabhängigkeit und seine moralische Geradlinigkeit führten dazu, dass er sich 1315 unter Ludwig X. weigerte, sich am Prozess gegen seinen früheren Kollegen Pierre de Latilly zu beteiligen.
Gilles I. Aycelin de Montaigut gründete 1314 das Collège de Montaigu in Paris.